# Nedžad Sinanović
Nedžad Sinanović (* 29. Januar 1983 in Zavidovići, SR Bosnien und Herzegowina) ist ein bosnischer Basketballspieler. Der über 2,20 m große Sinanović wurde im NBA-Draft 2003 ausgewählt und spielte anschließend in Belgien, bevor er 2005 zu Real Madrid wechselte. Hier konnte er sich jedoch keinen festen Platz in der Rotation erspielen und wurde zu den Köln 99ers in der BBL-Saison 2007/08 ausgeliehen. Außerdem spielte er leihweise bei spanischen Zweitligisten, was sich auch nach einem Wechsel 2009 zu Unicaja Málaga wiederholte. Seit 2012 spielt Sinanović, der außerdem die spanische Staatsbürgerschaft besitzt, in der ersten spanischen Liga ACB für Blancos de Rueda aus Valladolid.

## Karriere
Sinanović begann seine Karriere bei Čelik aus Zenica in seinem Heimatland. Nachdem er im NBA Draft 2003 von den Portland Trail Blazers ausgewählt worden war, wechselte er in die erste belgische Liga zum Royal Basket Club aus Pepinster, für die er die folgenden beiden Spielzeiten aktiv war. In der ersten Spielzeit 2003/04 schied man als Zweiter der regulären Saison im Play-off-Halbfinale der nationalen Meisterschaft aus. In der folgenden Spielzeit konnte man sich nicht im Vorderfeld platzieren. 2005 wurde Sinanović von Real Madrid verpflichtet, nachdem er sich in der Sommerpause erneut nicht für einen Vertrag in der NBA empfehlen konnte. Bei Real hatte er nur wenig Spielanteile und konnte sich auch 2006 nicht in der NBA Summer League in den Vordergrund spielen. Real gewann 2007 mit Sinanović im Kader die spanische Meisterschaft sowie den ULEB Cup 2006/07, während man das nationale Pokalfinale im „Copa del Rey“ verlor. Sinanović selbst war jedoch in dieser Spielzeit hauptsächlich für die zweite Mannschaft in der dritten Liga LEB-2 aktiv.
2007 wurde Sinanović schließlich an den deutschen Erstligisten Köln 99ers verliehen, der von dem serbischen Trainer Saša Obradović sowie Sinanović’ Landsmann Drasko Prodanović trainiert wurde. Anfang März 2008 verletzte sich Sinanović jedoch an der Hand und fiel nach einer Operation den Rest der Spielzeit aus. Sein Comeback feierte Sinanović in der folgenden Saison in der zweiten spanischen Liga Española de Baloncesto beim CB Atapuerca aus der Nähe von Burgos. Der zwei Jahre zuvor aufgestiegene Verein konnte sich erstmals für die Play-offs um den Aufstieg in die erste Liga qualifizieren, in denen man jedoch in der ersten Runde ausschied.
2009 wechselte Sinanović zu Unicaja aus Málaga. Doch auch dieser Verein verlieh ihn bereits nach wenigen Spielen zu Saisonbeginn an den Zweitligisten aus Axarquía. Während sich der unter Clínicas Rincón firmierende Verein in den folgenden beiden Spielzeiten jeweils im unteren Tabellendrittel platzierte, wurde Sinanović dank des jeweils höchsten Effektivität-Wertes aller Spieler an drei Spieltagen der Saison 2009/10 als MVP der jeweiligen Spielrunde ausgezeichnet, was ihm bereits in der Saison 2008/09 einmal im Trikot von Burgos gelungen war. Auch in der Spielzeit 2010/11 wurde er einmal als MVP ausgezeichnet, bevor er im Februar 2011 wieder in den Kader von Unicaja in der ersten Liga rückte. Während Málaga 2011 noch knapp die Play-offs um die nationale Meisterschaft erreicht hatte, in denen man in der ersten Runde ausschied, verpasste man in der Spielzeit 2011/12 knapp den Einzug in die Finalrunde. Auch im höchsten europäischen Vereinswettbewerb EuroLeague 2011/12 war für den Verein erneut in der Zwischenrunde der 16 besten Mannschaften Endstation, in der man unter anderem gegen die nationalen Konkurrenten Bizkaia Bilbao Basket und Sinanović’ ehemaligen Verein Real Madrid ohne jeden Sieg blieb. Zur folgenden Spielzeit 2012/13 wechselte Sinanović zu Málagas Ligakonkurrenten Blancos de Rueda aus Valladolid.